# Fernando Lumbreras
Fernando Lumbreras Márquez (Melilla, 1958-Valencia, 6 de diciembre de 2018) fue un activista español por los derechos LGBT en la Comunidad Valenciana.

## Biografía
Nacido en Melilla, hijo de un legionario y de una ama de casa, pasó su infancia en el barrio de Ruzafa en Valencia. Estudió en el Instituto El Cid, y en Juan de Garay. Sufrió de polio durante su juventud. Estudió Electrónica y trabajó en empresas musicales como técnico de sonido.
Inició su militancia durante los años 1970 participando en la organización de la primera manifestación del orgullo LGBT en Valencia, en 1979, y se destacó durante toda la vida por su activismo. En 1986 fue uno de los fundadores del colectivo Lambda, de la que fue el primer presidente. Esta se convertiría en la principal asociación LGBT de la comunidad en las décadas siguientes.
Su trayectoria activista fue objeto de un cortometraje producido por estudiantes de la Universitat Politècnica en Gandía.

### Asesinato
Fue asesinado por asfixia en su casa del barrio de Ruzafa en Valencia, en un crimen que aún no ha sido resuelto. En un primer momento se barajó la hipótesis del robo, descartándose que se tratara de un crimen homófobo. El 17 de enero de 2019 la Policía Nacional detuvo al presunto autor del crimen, un hombre de 23 años con antecedentes policiales. Varias autoridades lo destacaron como un gran luchador, y figura indispensable para entender los avances de los derechos sociales en España.